# Верх-Пайва
Верх-Па́йва (рос. Верх-Пайва) — село у складі Баєвського району Алтайського краю, Росія. Адміністративний центр та єдиний населений пункт Верх-Пайвинської сільської ради.

## Населення
Населення — 767 осіб (2010; 1162 у 2002).
Національний склад (станом на 2002 рік):
- росіяни — 95 %